# Dyschromatose symétrique des extrémités
La Dyschromatose symétrique des extrémités est une maladie rare d'origine génétique qui commence généralement à se manifester dès la petite enfance.
L'accropigmentation de Dohi est une génodermatose qui se caractérise par une leucomélanodermie principalement localisée au niveau des extrémités des membres,.